# Iakoutsk
Ne doit pas être confondu avec Irkoutsk.
Iakoutsk ou Yakoutsk (en russe : Якутск ; en iakoute : Дьокуускай J̌okuuskay), est une ville de Russie, en Sibérie centrale. La ville, incluse dans la région économique d'Extrême-Orient, est la capitale de la république de Sakha (ancienne Iakoutie). Sa population s'élève à 341 221 habitants en 2022.

## Géographie

### Situation
Iakoutsk se trouve sur la rive gauche de la Léna dans la plaine de Iakoutsk, une étendue plate de 400 km de large, dans laquelle se trouve concentrée la majeure partie de la population de la Iakoutie. L'agglomération de Iakoutsk est partiellement exposée aux crues printanières du puissant fleuve sibérien qui la longe.
Iakoukst est bâtie en zone de pergélisol (permafrost) c'est-à-dire que le sous-sol est en permanence gelé, ce qui nécessite, entre autres, de construire les bâtiments sur des pieux profondément enfoncés dans le sol pour éviter leur déformation. Iakoutsk est très éloignée des autres grands centres urbains ; elle est à vol d'oiseau distante de 1 316 km au nord de Blagovechtchensk (la grande ville la plus proche), 1 863 km au nord-est d'Irkoutsk et 4 900 km au nord-est de Moscou, à laquelle elle est reliée depuis 1689 par une route postale sibérienne créée par un oukase de Pierre le Grand.

### Climat
Iakoutsk est la grande ville la plus froide du monde, avec des températures en janvier régulièrement inférieures à −40 °C. Les températures les plus froides jamais enregistrées en dehors de l'Antarctique et du Groenland l'ont été dans le bassin du fleuve Iana au nord-est de Iakoutsk, et plus particulièrement à Verkhoïansk et Oïmiakon (−67,8 °C). En revanche, les températures en juillet dépassent souvent les 30 °C, créant un record d'amplitude thermique. Iakoutsk est la plus grande ville construite sur du pergélisol continu. La plupart des maisons sont construites sur des piles de béton.
| Mois                                  | jan.      | fév.       | mars       | avril     | mai        | juin      | jui.      | août      | sep.       | oct.       | nov.       | déc.       | année          |
| ------------------------------------- | --------- | ---------- | ---------- | --------- | ---------- | --------- | --------- | --------- | ---------- | ---------- | ---------- | ---------- | -------------- |
| Température minimale moyenne (°C)     | −39,8     | −37,2      | −26        | −10,4     | 1,5        | 9,8       | 13,1      | 9,3       | 1,3        | −11        | −29,6      | −39,5      | −13,2          |
| Température moyenne (°C)              | −36,9     | −32,9      | −19,1      | −3,7      | 8          | 17        | 19,9      | 15,6      | 6,4        | −6,9       | −25,9      | −37        | −8             |
| Température maximale moyenne (°C)     | −34       | −27,9      | −11,6      | 2,6       | 13,8       | 23,1      | 25,8      | 21,8      | 11,9       | −3         | −22,3      | −34,4      | −2,9           |
| Record de froid (°C) date du record   | −63 1898  | −64,4 1891 | −54,9 1954 | −41 1966  | −18,1 1921 | −4,5 1920 | −1,5 1978 | −7,8 1940 | −14,2 1984 | −40,9 1940 | −54,5 1932 | −59,8 1911 | −64,4 5/2/1891 |
| Record de chaleur (°C) date du record | −5,8 1979 | −2,2 1998  | 8,3 1981   | 21,1 1943 | 31,1 1971  | 35,4 2021 | 38,4 2011 | 35,4 1954 | 27 1934    | 18,6 1943  | 3,9 2012   | −3,9 1951  | 38,4 17/7/2011 |
| Ensoleillement (h)                    | 19        | 97         | 234        | 274       | 303        | 333       | 347       | 273       | 174        | 106        | 59         | 12         | 2 231          |
| Précipitations (mm)                   | 10        | 9          | 6          | 8         | 20         | 30        | 40        | 37        | 30         | 19         | 17         | 9          | 235            |
| dont neige (cm)                       | 31        | 28         | 31         | 26        | 1          | 0         | 0         | 0         | 1          | 19         | 29         | 30         | 196            |
| Nombre de jours avec précipitations   | 0         | 0          | 0,1        | 3         | 14         | 16        | 15        | 15        | 16         | 4          | 0,1        | 0          | 83             |
| Humidité relative (%)                 | 76        | 76         | 70         | 60        | 54         | 57        | 62        | 67        | 72         | 78         | 78         | 76         | 69             |
| Nombre de jours avec neige            | 28        | 28         | 17         | 10        | 5          | 0,3       | 0,03      | 0         | 4          | 25         | 28         | 27         | 172            |
| Nombre de jours d'orage               | 0         | 0          | 0          | 0         | 1          | 4         | 5         | 2         | 0,1        | 0          | 0          | 0          | 12             |
| Nombre de jours avec brouillard       | 19        | 12         | 1          | 0,3       | 0,3        | 0,2       | 1         | 1         | 2          | 1          | 4          | 18         | 60             |

| Diagramme climatique                                  |             |           |           |           |           |            |           |           |         |              |             |
| J                                                     | F           | M         | A         | M         | J         | J          | A         | S         | O       | N            | D           |
| −34−39,810                                            | −27,9−37,29 | −11,6−266 | 2,6−10,48 | 13,81,520 | 23,19,830 | 25,813,140 | 21,89,337 | 11,91,330 | −3−1119 | −22,3−29,617 | −34,4−39,59 |
| Moyennes : • Temp. maxi et mini °C • Précipitation mm |             |           |           |           |           |            |           |           |         |              |             |

## Histoire

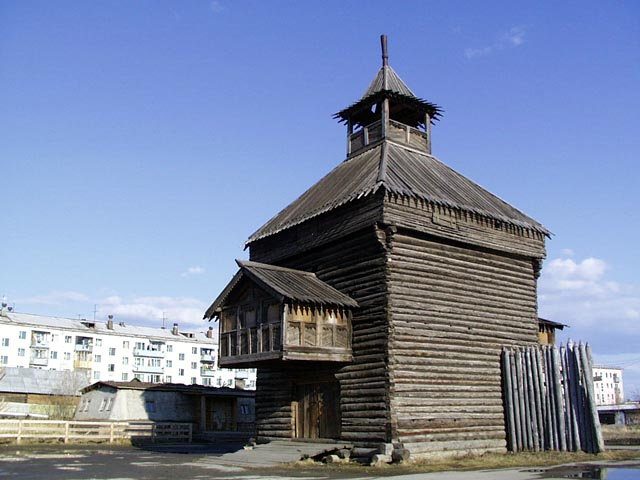
Tour du fort (ostrog) d'origine avant l'incendie l'ayant détruite en 2002.

Iakoutsk est fondée, en 1632, à 70 km au nord de son emplacement actuel — le fort sera déplacé 10 ans plus tard — sur la rive droite de la Léna par une troupe de cosaques commandée par l'explorateur Piotr Beketov. La région avait sans doute été reconnue quelques années auparavant par un trappeur russe du nom de Penda. Un fort cosaque y est construit pour permettre de prélever le Iassak, l'impôt que le tsar russe percevait sur les peuples autochtones, dans le cas présent des Iakoutes, Evens et Evenks. Par la suite, Iakoutsk sert de base de départ aux expéditions d'exploration de l'Extrême-Orient russe et de centre de commerce pour les trappeurs qui venaient y apporter les fourrures (zibeline…) piégées dans l'immense région. Dans les années 1880 et 1890, d'importants gisements d'or sont découverts dans la région. Trois mines sont mises en exploitation sous Staline et la croissance rapide du Goulag en Sibérie contribue indirectement au développement de Iakoutsk. Après la Seconde Guerre mondiale, Iakoutsk connaît une croissance régulière liée à plusieurs facteurs dont un relatif décollage économique de la région grâce à la mise en exploitation de gisements miniers (diamant, charbon, etc.), l'urbanisation croissante des Iakoutes, le renforcement de l'autonomie administrative et son rôle de pôle culturel et éducatif.

## Politique et administration

### Élections
Résultats des élections dans l'okroug urbain de Iakoutsk:
| Scrutin             |     |      |       |    |      |       |    |       |       |    |      |       |
| Scrutin             | 1er | 1er  | %     | 2e | 2e   | %     | 3e | 3e    | %     | 4e | 4e   | %     |
| ------------------- | --- | ---- | ----- | -- | ---- | ----- | -- | ----- | ----- | -- | ---- | ----- |
| Présidentielle 2012 |     | ER   | 64,16 |    | KPRF | 15,53 |    | SE    | 9,76  |    | SRZP | 5,30  |
| Législatives 2016   |     | ER   | 38,93 |    | SRZP | 18,85 |    | KPRF  | 14,67 |    | LDPR | 9,33  |
| Présidentielle 2018 |     | ER   | 60,31 |    | KPRF | 30,86 |    | GRANI | 2,75  |    | LDPR | 2,69  |
| Maïorale 2018       |     | SE   | 39,98 |    | ER   | 31,70 |    | PC    | 7,36  |    | SRZP | 7,32  |
| Législatives 2021   |     | KPRF | 38,59 |    | ER   | 26,63 |    | SRZP  | 11,09 |    | NL   | 10,90 |
| Maïorale 2021       |     | ER   | 43,51 |    | SRZP | 40,45 |    | KPRF  | 11,3  |    | GP   | 1,14  |

## Population et société

### Démographie
Recensements (*) ou estimations de la population :
| 1632 | 1681 | 1807  | 1825  | 1852  | 1856  | 1860  | 1865  | 1883  | 1885  |
| ---- | ---- | ----- | ----- | ----- | ----- | ----- | ----- | ----- | ----- |
| 200  | 600  | 2 700 | 2 500 | 2 700 | 2 800 | 3 600 | 5 300 | 5 800 | 5 500 |

| 1888  | 1890  | 1895  | 1897* | 1906  | 1911  | 1913   | 1917  | 1926*  | 1939*  |
| ----- | ----- | ----- | ----- | ----- | ----- | ------ | ----- | ------ | ------ |
| 6 300 | 6 500 | 6 200 | 6 535 | 7 700 | 9 200 | 10 300 | 7 300 | 11 000 | 52 882 |

| 1959*  | 1970*   | 1979*   | 1989*   | 2002*   | 2006    | 2010*   | 2012    | 2013    | 2014    |
| ------ | ------- | ------- | ------- | ------- | ------- | ------- | ------- | ------- | ------- |
| 74 330 | 107 617 | 152 368 | 186 626 | 210 642 | 239 225 | 269 601 | 278 406 | 286 456 | 294 138 |

| 2015    | 2016    | 2017    | 2018    | 2019    | 2020    | 2021    | 2022    | - | - |
| ------- | ------- | ------- | ------- | ------- | ------- | ------- | ------- | - | - |
| 299 169 | 303 836 | 307 911 | 311 760 | 318 768 | 322 987 | 330 615 | 341 221 | - | - |

### Éducation et recherche
La ville possède une université fondée en 1956, une branche de l'Académie des sciences de Russie, et contient, entre autres, l’Institut de recherche cosmophysique, célèbre pour son installation de détection des rayons cosmiques, l'une des plus importantes du monde, ainsi que l’Institut de recherche du pergélisol, développé dans le but de résoudre les problèmes coûteux associés à la construction de bâtiments sur des sols gelés.
Iakoutsk abrite également le théâtre Sakha et le Musée du Mammouth. En septembre 2020, dans le District de Gagarine de Iakoutsk, s'est ouvert le Centre de la culture et de l'art contemporain « Iouri Gagarine ».

### Sport
- FK Iakoutia Iakoutsk, club de football ayant existé de 1991 à 2016.

## Économie

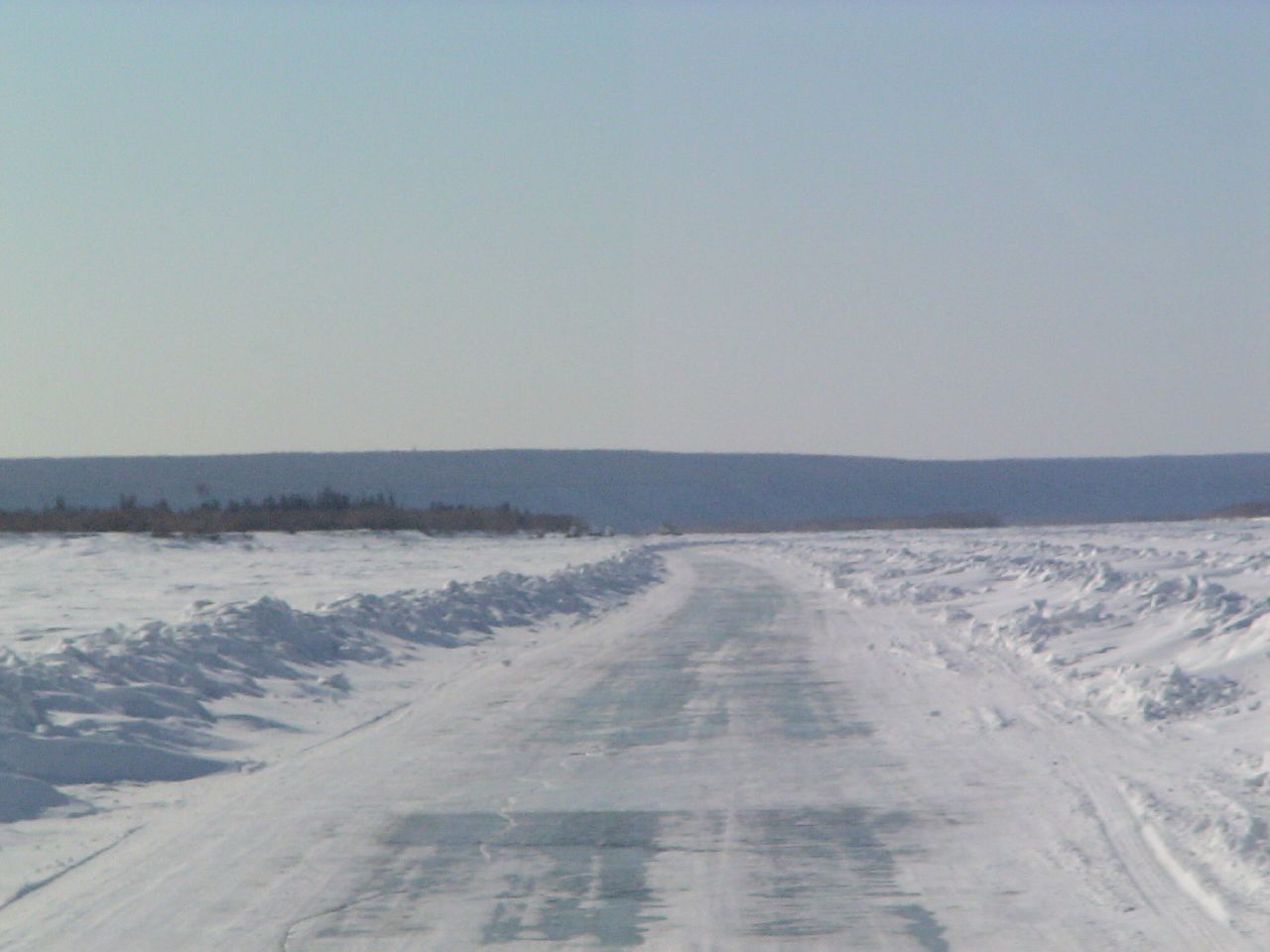
Durant l'hiver, la Léna gelée sert de route

Iakoutsk abrite les bureaux des compagnies minières dont ALROSA, qui réalise l'extraction des diamants en Iakoutie (environ 20 % de la production mondiale). La ville abrite également des industries agroalimentaires, des tanneries, des scieries et des usines de matériaux de construction.
La route de la Léna, longue de 1 212 km, relie Iakoutsk au chemin de fer Transsibérien. Son point de départ se trouve à Nijni Bestiakh, sur l'autre rive de la Léna. Un pont en projet devrait relier les deux rives en 2028, à 40 km au sud de Iakoutsk.
En 2013, une ligne de chemin de fer devrait être construite jusqu'au Transsibérien. Cette ligne est la première phase d'un projet allant jusqu'à Ouelen (en 2030) et au tunnel sous le détroit de Béring (en 2045).
Du fait de l'absence de liaisons routières permanentes une bonne partie de l'année, l'aéroport de Iakoutsk joue un rôle vital dans le maintien de liaisons avec l'ensemble des agglomérations de la région. La majorité du fret est transporté par voie fluviale lorsque la Léna est libre de glaces (généralement de juin à octobre). Le dernier tronçon d'une liaison ferroviaire avec le réseau ferroviaire russe est en cours de construction (Magistrale Amour-Iakoutie) bien qu'il subsiste à ce jour (mars 2008) des points non résolus concernant son tracé et son financement.
Iakoutsk est le point de départ d'excursions sur le fleuve qui permettent de visiter les paysages de la vallée de la Léna.

## Musique
Il existe une scène musicale punk à Iakoutsk, principalement locale du fait de la difficulté à accéder à la ville. Les concerts de groupes locaux peuvent réunir jusqu'à 300 personnes, de tous âges.

## Galerie

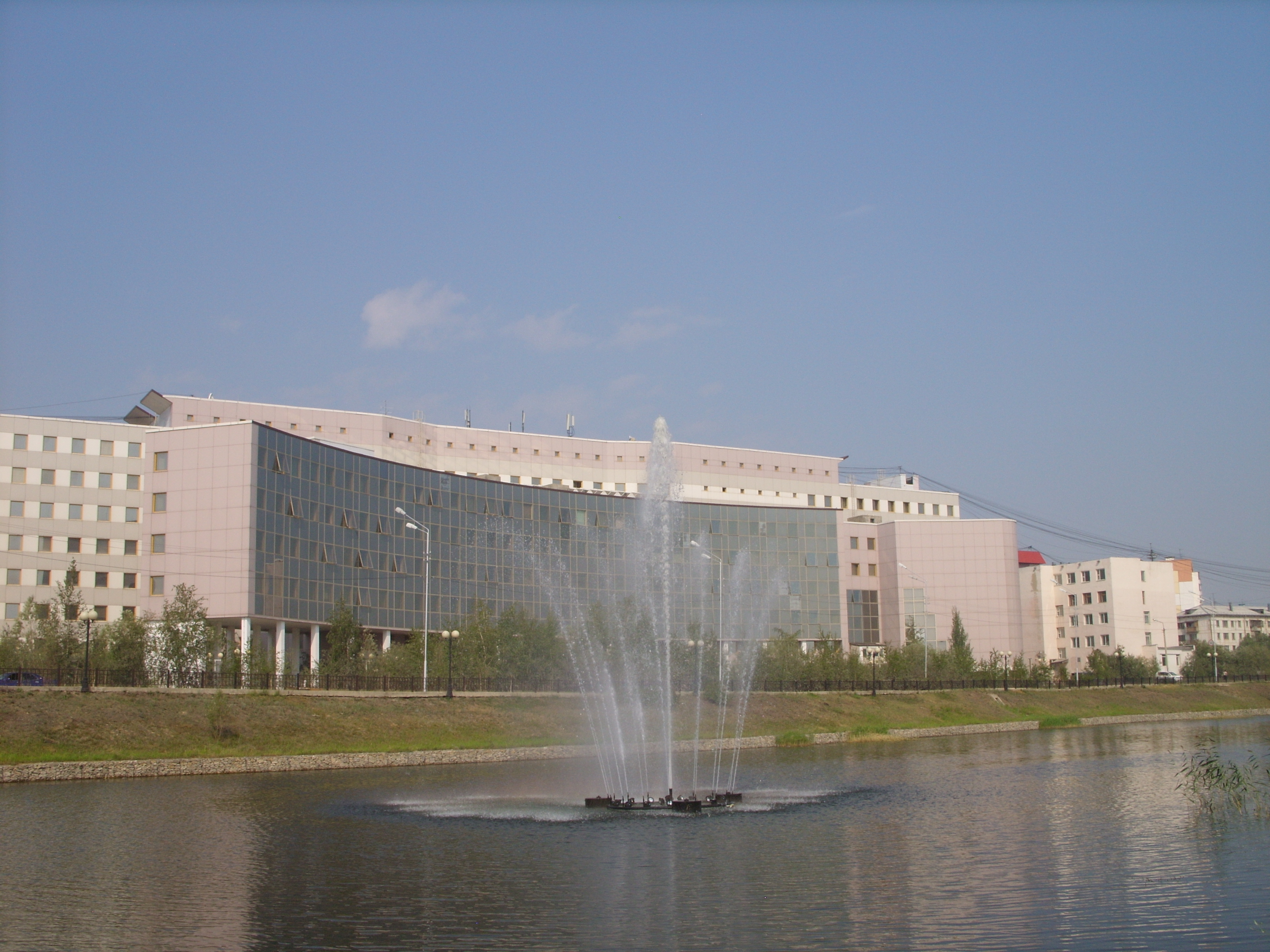
Université fédérale du Nord-Est
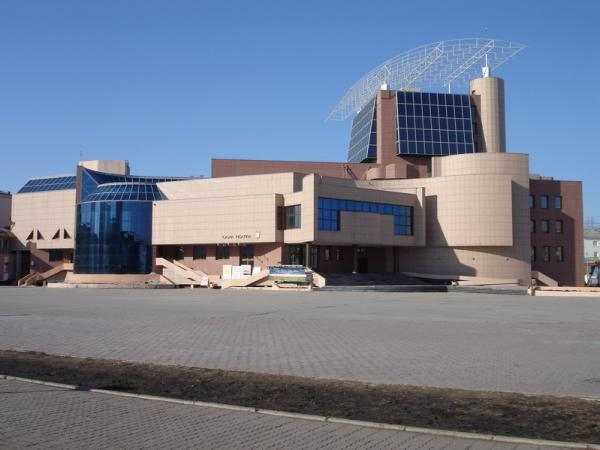
Théâtre dramatique de Iakoutsk
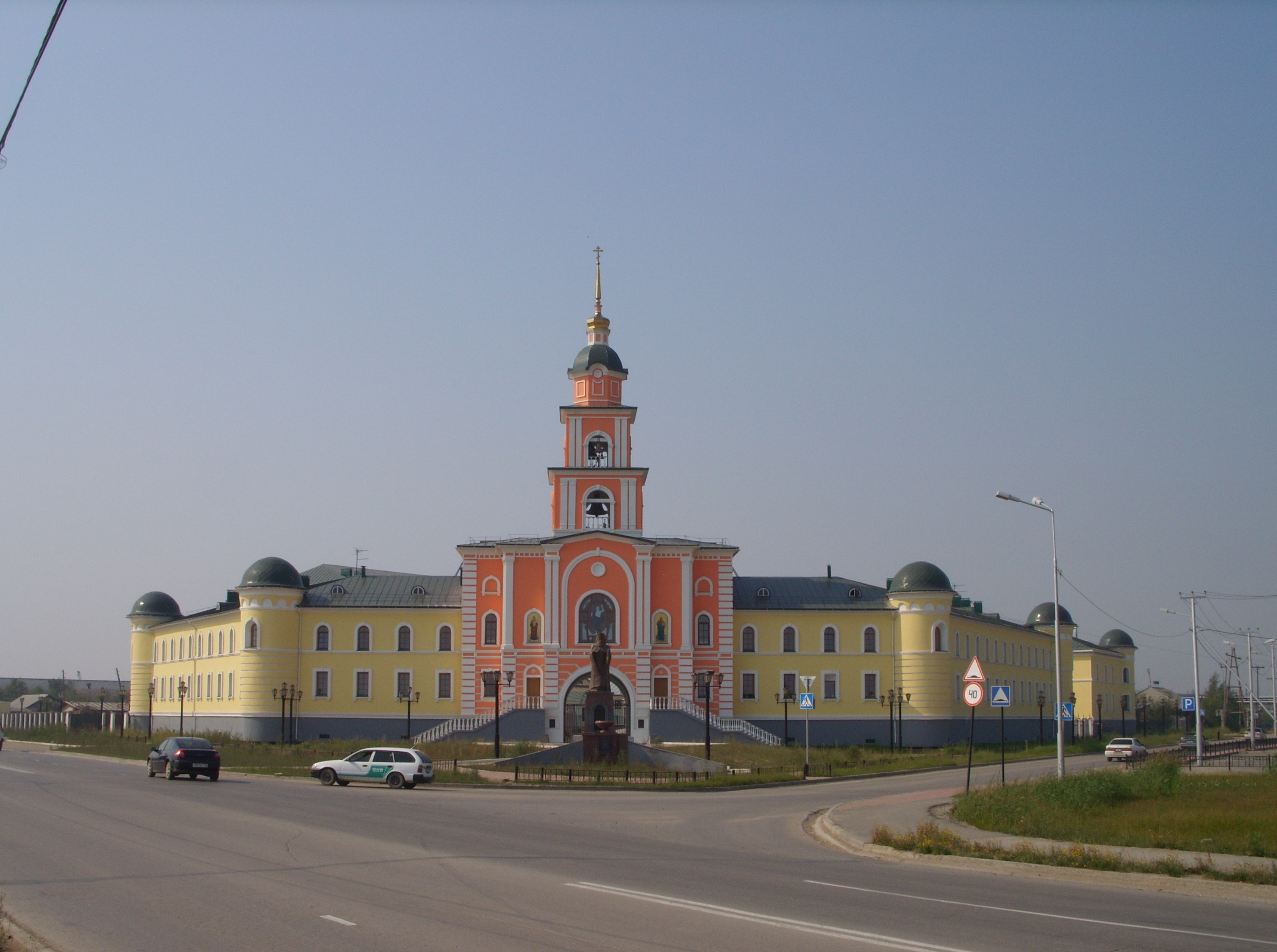
Séminaire de Iakoutsk
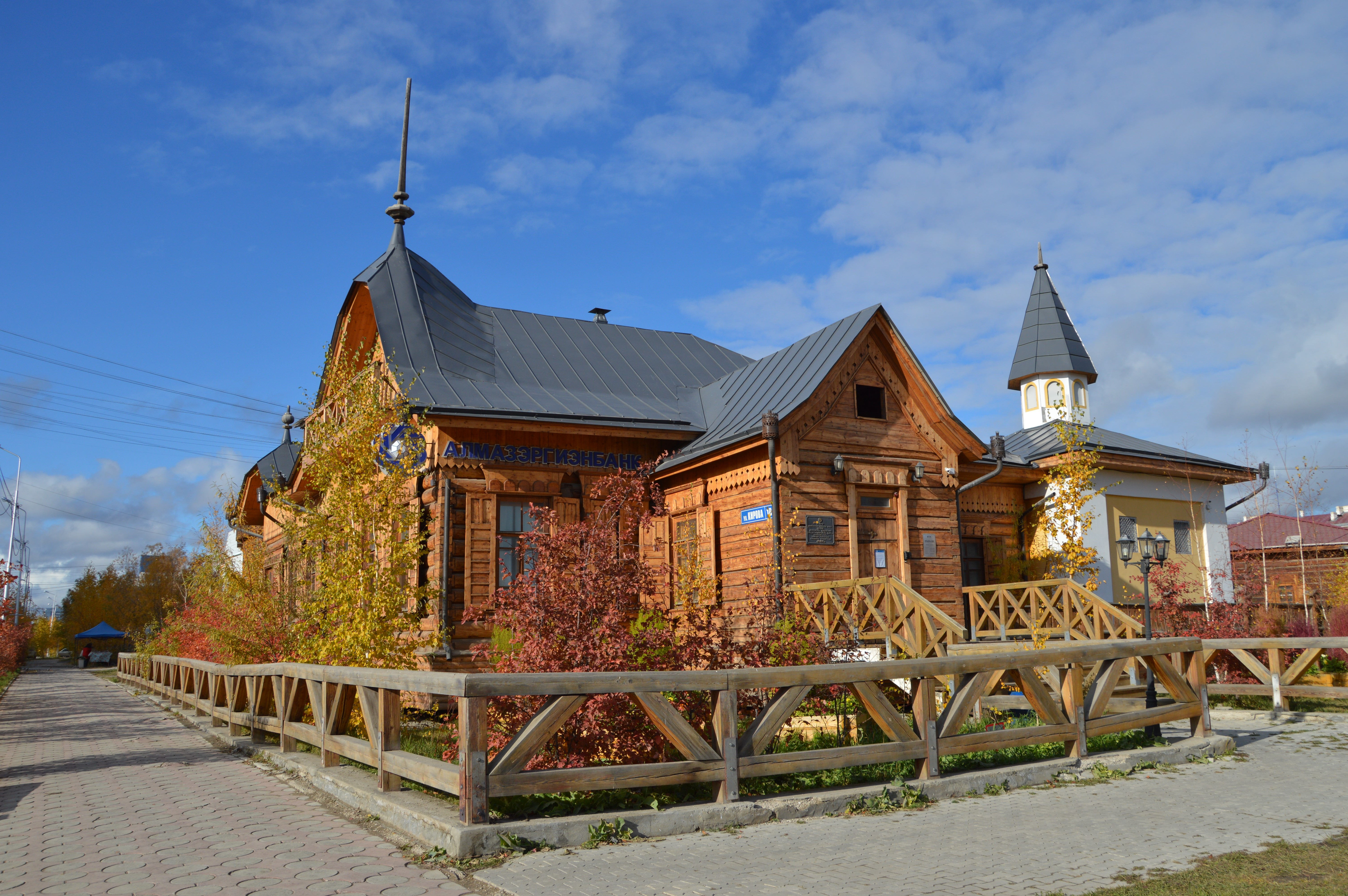
Tribunal régional, ancien siège du soviet.
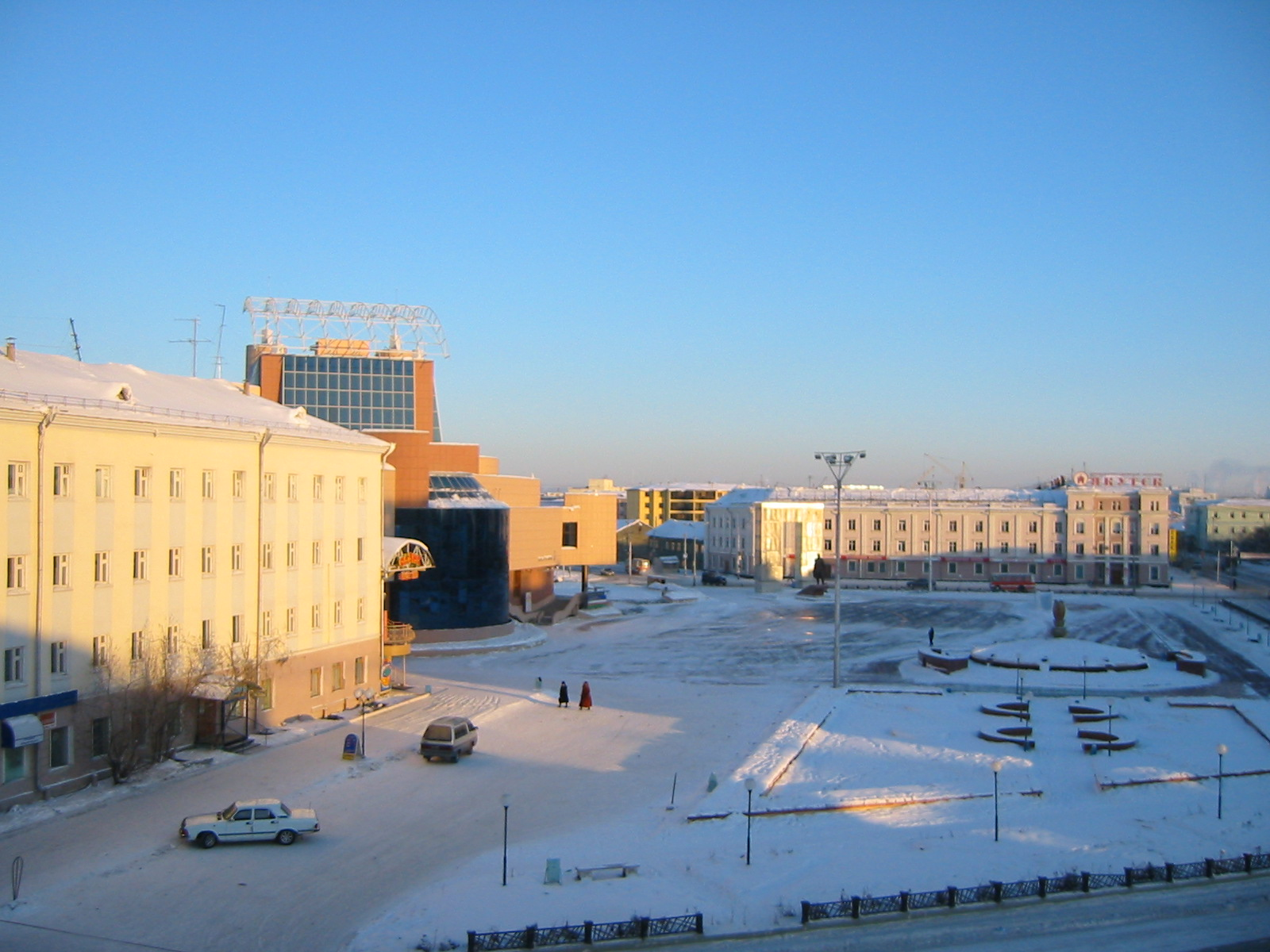
Place Ordjonikidze
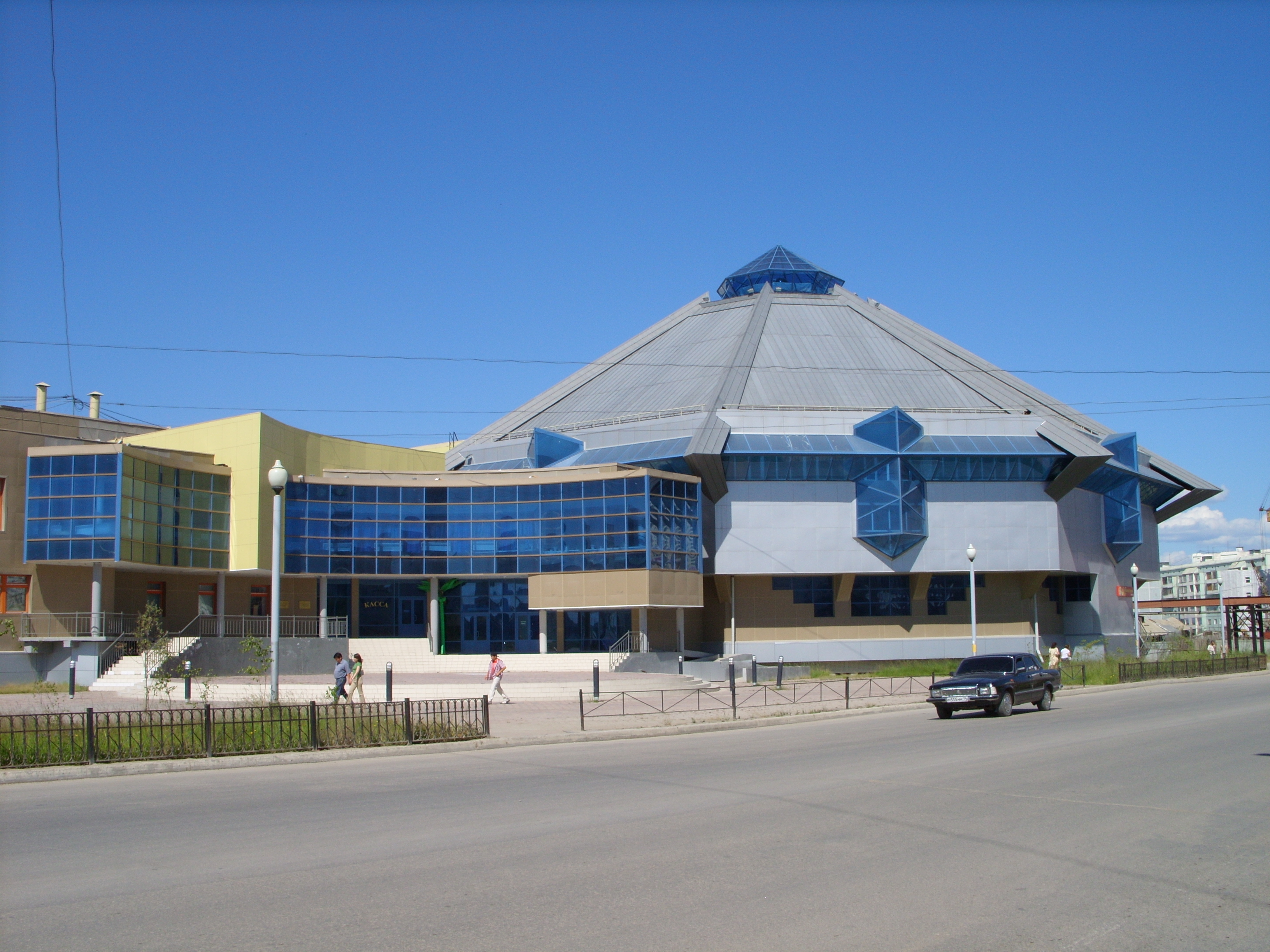
Cirque d'État Sakha
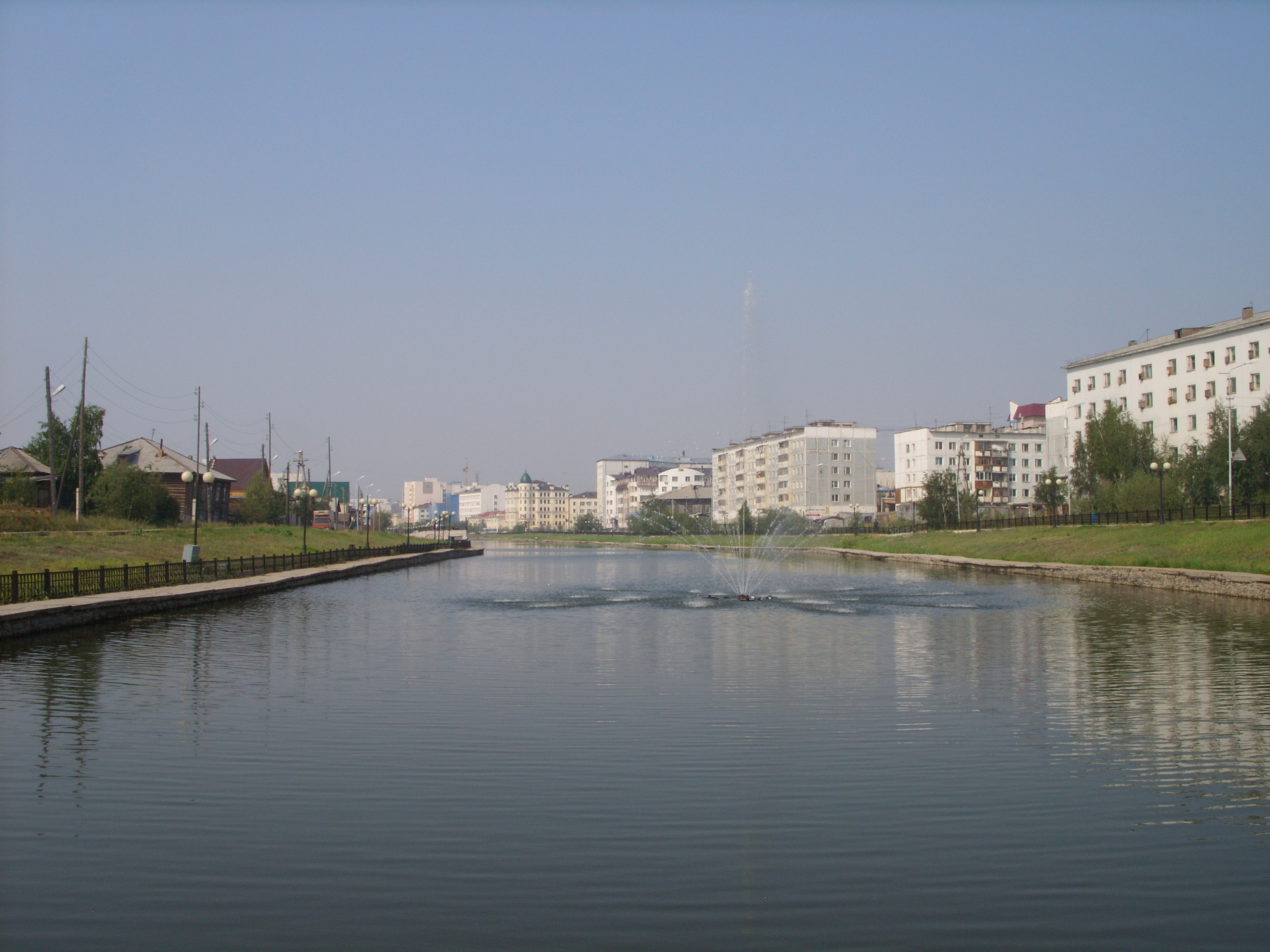
Lac Tioploïe
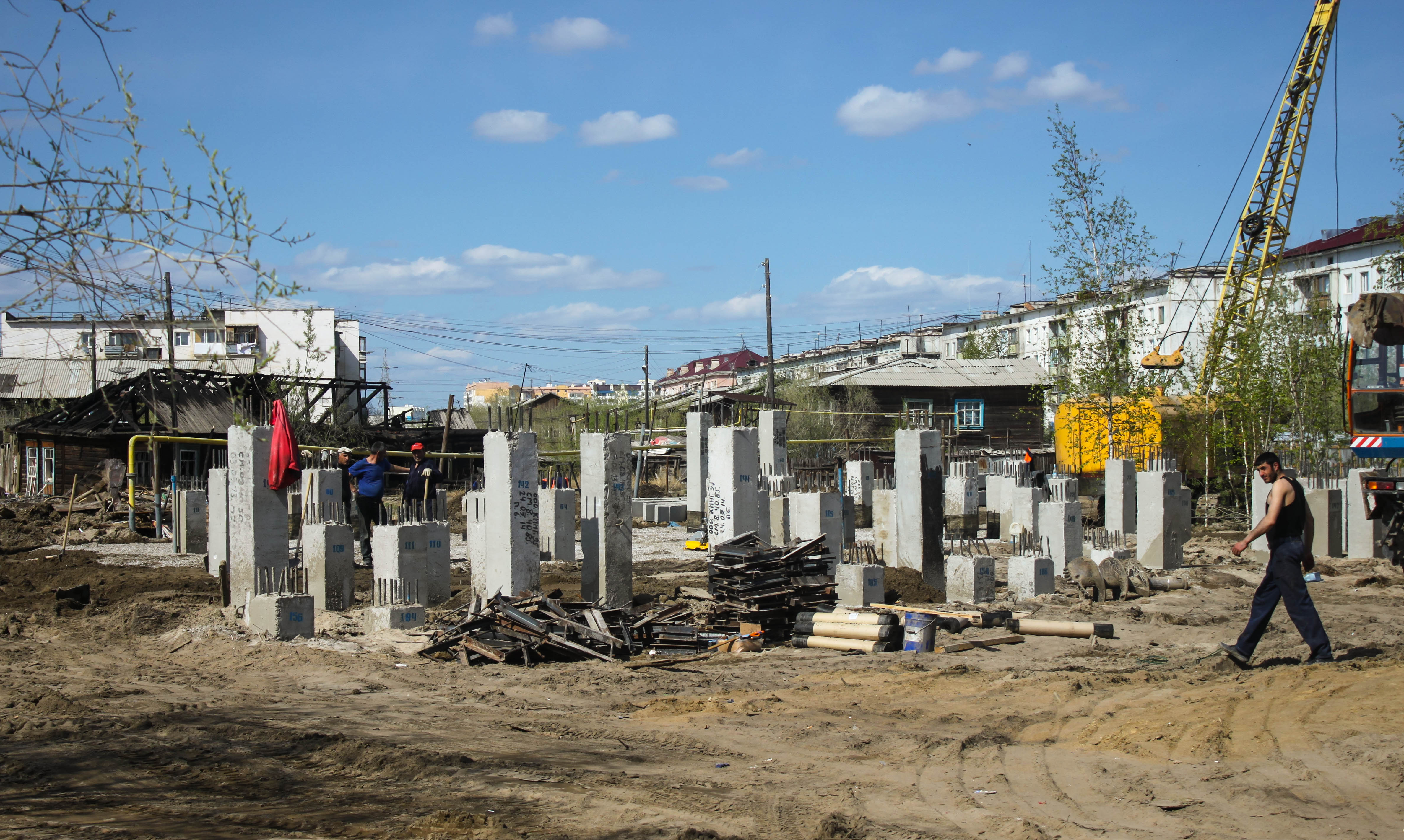
Construction sur pergélisol dans le centre de Iakoutsk

## Jumelages
| Ville | Ville       | Pays | Pays         | Période                 |
| ----- | ----------- | ---- | ------------ | ----------------------- |
|       | Changwon    |      | Corée du Sud |                         |
|       | Fairbanks   |      | États-Unis   |                         |
|       | Harbin      |      | Chine        |                         |
|       | Murayama    |      | Japon        | depuis le 21 avril 1992 |
|       | Vaughan     |      | Canada       |                         |
|       | Yellowknife |      | Canada       |                         |